# Кырк (Советский район)
Кырк (укр. Кирк, крымскотат. Qırq, Къыркъ) — исчезнувшее село в Советском районе Республики Крым (согласно административно-территориальному делению Украины — Автономной Республики Крым), располагавшееся на севере района, в степной части Крыма, примерно в 1,5 км к югу от современного села Ровенка.

## История
Первое документальное упоминание села встречается в Камеральном Описании Крыма… 1784 года, судя по которому, в последний период Крымского ханства Кырк входил в Старо-Крымский кадылык Кефинскаго каймаканства.
После присоединения Крыма к России (8) 19 апреля 1783 года, (8) 19 февраля 1784 года, именным указом Екатерины II сенату, на территории бывшего Крымского Ханства была образована Таврическая область и деревня была приписана к Левкопольскому, а после ликвидации в 1787 году Левкопольского — к Феодосийскому уезду Таврической области. После Павловских реформ, с 1796 по 1802 год, входила в Акмечетский уезд Новороссийской губернии. По новому административному делению, после создания 8 (20) октября 1802 года Таврической губернии, Кырк был включён в состав Урускоджинской волости Феодосийского уезда.
По Ведомости о числе селении, названиях оных, в них дворов… состоящих в Феодосийском уезде от 14 октября 1805 года , в деревне Кярк числилось 10 дворов и 96 жителей. На военно-топографической карте генерал-майора Мухина 1817 года деревня Кирк обозначена с 22 дворами. После реформы волостного деления 1829 года Кирк, согласно «Ведомости о казённых волостях Таврической губернии 1829 г», отнесли к Бурюкской волости (переименованной из Урускоджинской). На карте 1836 года в деревне 24 двора, как и на карте 1842 года.
В 1860-х годах, после земской реформы Александра II, деревню приписали к Шейих-Монахской волости. По обследованиям профессора А. Н. Козловского начала 1860-х годов, в селении «кроме солонцеватой воды из колодцев глубиною 2—4 сажени (от 4 до 8,5 м) другой воды не имеется». Видимо, деревня опустела в связи с эмиграцией крымских татар в Турцию, особенно массовой после Крымской войны 1853—1856 годов, поскольку встречается только на трёхверстовой карте Шуберта 1865—1876 года, где Кырк обозначен с 2 дворами. По «Памятной книге Таврической губернии 1889 года», по результатам Х ревизии 1887 года, вместе в двух деревнях Бешходжа и Кырк числилось 49 дворов и 288 жителей. По «…Памятной книжке Таврической губернии на 1892 год» в безземельной деревне Кирк, не входившей ни в одно сельское общество, было 4 жителя, у которых домохозяйств не числилось. В последний раз в доступных источниках упомянут в Статистическом справочнике Таврической губернии. Ч.II-я. Статистический очерк, выпуск пятый Феодосийский уезд, 1915 год, согласно которому на хуторе Кырк татарский Андреевской волости Феодосийского уезда числилось 4 двора (все дворы с землёй) с татарским населением в количестве 11 человек приписных жителей из которых 7 мужчин и 4 женщины. Жители владели 101 десятиной удобной земли. В хозяйствах имелось 6 лошадей, 2 вола и 2 коровы. В дальнейшем в доступных источниках не встречается, хотя обозначен на километровой карте Генштаба Красной армии 1941 года (для которой за картооснову, в основном, были взяты топографические карты Крыма масштаба 1:84000 1920 года и 1:21000 1912 года), как селение с 3 дворами.

### Динамика численности населения
- 1805 год — 96 чел.[11]
- 1889 год — 288 чел.[19][22]
- 1892 год — 4 чел.[20]
- 1915 год — 11/0 чел.[21][23]